# Miguel Irízar Campos
Miguel Irízar Campos CP (* 7. Mai 1934 in Ormaiztegui; † 19. August 2018 in Bilbao) war ein spanischer Ordensgeistlicher und römisch-katholischer Bischof von Callao.

## Leben
Miguel Irízar Campos trat der Ordensgemeinschaft der Passionisten bei und empfing am 16. März 1957 die Priesterweihe.
Papst Paul VI. ernannte ihn am 25. März 1972 zum Titularbischof von Elo und Apostolischen Vikar von Yurimaguas. Der Kardinalpräfekt der Kongregation für die Evangelisierung der Völker, Agnelo Rossi, spendete ihm am 25. Juli desselben Jahres die Bischofsweihe; Mitkonsekratoren waren Venancio Celestino Orbe Uriarte CP, Prälat von Moyobamba, und Joseph Gustave Roland Prévost Godard PME, Apostolischer Vikar von Pucallpa.
Papst Johannes Paul II. ernannte ihn am 6. August 1989 zum Koadjutorbischof von Callao. Mit der Emeritierung Ricardo Durand Flórez’ SJ am 17. August 1995 folgte er diesem als Bischof von Callao nach.
Am 12. Dezember 2011 nahm Papst Benedikt XVI. das von Miguel Irízar Campos aus Altersgründen vorgebrachte Rücktrittsgesuch an.